# 稗田阿禮
稗田阿禮（日语：〔〕／，？—？），是日本奈良時代貴族的雜役，亦是《古事記》的編纂者之一。

## 生平略歷
稗田阿禮的出身至今仍是個謎，同時代編成的《日本書紀》及平安時代編成的《續日本紀》皆無記載此人之資料。僅從《古事記》序文得知他是元明天皇的舍人，年齡為28歲，博聞強記的他能背誦《帝紀》、《舊辭》等史料，故天皇召來太安萬侶記錄稗田阿禮口誦之事，編纂成《古事記》三卷。
《古事記》之序文原文為：
時有舍人名稗田阿禮，年廿有八，為人聰穎，過目而能誦，耳聞而不忘，敕語阿禮，令誦習帝皇日繼及先代舊辭。然運移世異，未行其事矣。

故天皇嘆於舊辭誤亂，欲修帝紀之亂，和銅四年九月十八，詔臣安萬侶以撰稗田阿禮所誦之舊辭，而成書獻上，故謹隨詔旨慎加採錄。

## 爭議問題
通常幫日本貴族料理雜役的「舍人」由男性擔任，不過江戶時代卻曾出現「稗田阿禮是女性」的說法，由民俗學者柳田國男、神話學者西鄉信綱等人提出。他們認為稗田氏與猿女君的始祖同樣為天鈿女命（日语：アメノウズメ），猿女君本為朝廷中擔任神職角色的巫女或女孺。而「阿禮」這個詞本來就是巫女的代稱，更加印證了「稗田阿禮是女性」的說法。
多年來此見解幾成定論，不過鑽研日本古代史甚力的學者梅原猛，基於《古事記》大膽狂放的文筆寫法及年齡推算，提出了「稗田阿禮乃是藤原不比等的別名」的新見解。除此之外，寶賀壽男編著的《古代氏族系譜集成》將稗田阿禮當成中臣磐余的孫子。

## 信仰
主祀稗田阿禮的神社包含下列：
- 賣太神社（日语：賣太神社）（奈良縣大和郡山市稗田町）：主祭神為稗田阿禮命，由於附近居住著猿女君（日语：猿女君）稗田氏後代，被視為稗田阿禮的出身地。
- 稗田神社（兵庫縣揖保郡太子町）：主祭神為阿禮比賣命。

此外，岐阜縣的飛驒細流街道也豎立著「稗田阿禮誕生之地」的看板。

## 文化影响
- 《Fate/Samurai Remnant》中的Caster，声优为勝杏里。
- 《東方project》中的初代御阿礼女子，转生第九代为稗田阿求